# Трифлузал
Трифлузал (Трифлусал; лат. Triflusalum, англ. Triflusal) — синтетичний препарат, який є похідним саліцилової кислоти та належить до групи антиагрегантів. Трифлузал застосовується перорально. Трифлузал уперше синтезований в Іспанії в лабораторії компанії «Uriach» і застосовується у клінічній практиці з 1981 року.

## Фармакологічні властивості
Трифлузал — синтетичний препарат, що є похідним саліцилової кислоти та належить до групи антиагрегантів. Механізм дії препарату полягає у інгібуванні ферменту циклооксигенази, зокрема його ізоферменту ЦОГ-1, що призводить до зниження біосинтезу тромбоксану А2. На відміну від ацетилсаліцилової кислоти, трифлузал не впливає на ізофермент ЦОГ-2 ендотелію судин, що забезпечує можливість продовження синтезу простацикліну, що значно зменшує кількість шлунково-кишкових кровотеч при застосуванні трифлузалу. При застосуванні препарату також не спостерігається збільшення часу кровотечі. Трифлузал також інгібує фосфодіестеразу тромбоцитів, що призводить до збільшення концентрації у тромбоцитах циклічного АМФ та подовження тривалості ефекту дії NO, а також збільшення його синтезу в нейтрофілах, що призводить до зниження здатності тромбоцитів до агрегації та стійкого вазодилятуючого ефекту. У клінічних дослідженнях по застосуванню трифлузалу при гострих порушеннях мозкового кровообігу, а також при застосуванні його для профілактики порушень мозкового кровообігу, показана ефективність трифлузалу як у лікуванні, так і у профілактиці інсультів, а також менша кількість серйозних побічних ефектів при його застосуванні в порівнянні з ацетилсаліциловою кислотою (щоправда, частина джерел при підтвердженні його більшої безпечності заперечує його вищу ефективність у порівнянні з ацетилсаліциловою кислотою). При застосуванні трифлузалу також спостерігається нейропротекторний ефект, який, імовірно, пов'язаний із зниженням кількості прозапальних цитокінів у клітинах головного мозку. Позитивні результати отримано також у дослідженнях по застосуванню трифлузалу після перенесеного інфаркту міокарду. У порівнянні з ацетилсаліциловою кислотою при застосуванні трифлузалу спостерігалась рівнозначна ефективність та менша кількість шлунково-кишкових кровотеч. щоправда, при застосанні трифлусалу спостерігається загальна вища частота побічних ефектів з боку травної системи. Незважаючи на ряд позитивних властивостей препарату, в клініці трифлузал застосовується значно рідше інших антиагрегантів.

### Фармакокінетика
Трифлузал швидко та добре всмоктується після перорального застосування, біодоступність препарату становить лише 83—100 %. Максимальна концентрація в крові досягається протягом 53 хвилин. Трифлузал швидко метаболізується до 2-гідрокси-4-трифторметил бензойної кислоти, який також є антиагрегантом. Максимальна концентрація основного метаболіту в крові досягається протягом близько 5 годин. Метаболізується трифлузал у печінці. Виводиться препарат із організму з сечею. Період напіввиведення трифлузалу із плазми крові становить 53 хвилини, період напіввиведення основного метаболіту з крові становить 34,3 години.

## Показання до застосування
Трифлузал застосовується як антиагрегант при порушеннях мозкового кровообігу, інфаркті міокарду та стенокардії та для профілактики тромбозу шунтів при аортокоронарному шунтуванні.

## Побічна дія
При застосуванні трифлузалу найчастішими побічними ефектами є:
- З боку шкірних покривів та алергічні реакції — гарячка, задишка, фотодерматоз, пурпура.
- З боку нервової системи — головний біль, головокружіння, шум у вухах, сплутаність свідомості, судоми, транзиторна ішемічна атака, крововилив у мозок.
- З боку травної системи — часто нудота, блювання, диспепсія, біль у животі, метеоризм; нечасто діарея, шлунково-кишкові кровотечі, кровоточивість ясен.
- З боку серцево-судинної системи — артеріальна гіпертензія, підвищена кровоточивість.
- Інші побічні ефекти — інфекції верхніх дихальних або сечовивідних шляхів, носова кровотеча.

## Протипокази
Трифлузал протипоказаний при підвищеній чутливості до препарату, при гострій кровотечі та загостренні виразкової хвороби. Препарат не рекомендований до застосування при вагітності та годуванні грудьми, а також у дитячому віці.

## Форми випуску
Трифлузал випускається у вигляді желатинових капсул по 0,3 г.

## Синоніми
Розповсюджується під торговими марками «Дісгрен», «Грендіс», «Афлен» та «Тріфлюкс».